# Luciano Rodríguez
Luciano Rodríguez, né le 16 juillet 2003 à Montevideo en Uruguay, est un footballeur international uruguayen qui joue au poste d'attaquant à l'EC Bahia.

## Biographie

### En club
Né à Montevideo, Luciano Rodríguez est formé par le CA Progreso, où il commence sa carrière professionnelle. Il joue son premier match le 17 janvier 2021, lors d'une rencontre de championnat face au Montevideo City Torque. Il entre en jeu et les deux équipes se neutralisent (0-0 score final).
En janvier 2023 il rejoint le Liverpool FC. Le transfert est annoncé dès le 27 décembre 2022.

### En sélection
Luciano Rodríguez est convoqué avec l'équipe d'Uruguay des moins de 20 ans pour participer au Championnat d'Amérique du Sud des moins de 20 ans qui a lieu en janvier et février 2023,. L'Uruguay termine deuxième, et donc finaliste de la compétition après sa défaite face au Brésil (2-0),.
En juin 2023, Luciano Rodríguez est convoqué pour la première fois avec l'équipe nationale d'Uruguay. Il figure ainsi dans la toute première liste du nouveau sélectionneur, Marcelo Bielsa.
En janvier 2024 il est sélectionné avec l'équipe d'Uruguay Olympique pour participer au Tournoi pré-olympique de la CONMEBOL 2024.

## Palmarès

### En club
| Liverpool FC (1):                             |
| --------------------------------------------- |
| - Championnat d'Uruguay (1) - Champion : 2023 |

### En sélection
| Uruguay -20 ans (1):                                                                                                 |
| --- |
| - Coupe du monde des - 20 ans (1) - Vainqueur : 2023 - Championnat d'Amérique du Sud des - 20 ans - Finaliste : 2023 |

### Distinctions individuelles
- Meilleur buteur du Tournoi pré-olympique de la CONMEBOL 2024 (5 buts)